# Kettes szánkó az 1968. évi téli olimpiai játékokon
Az 1968. évi téli olimpiai játékokon a szánkó kettes versenyszámát február 18-án rendezték Villard-de-Lans-ban. Az aranyérmet a Klaus-Michael Bonsack, Thomas Köhler összeállítású keletnémet páros nyerte meg. A versenyszámban nem vett részt magyar páros.

## Eredmények
A verseny két futamból állt. A két futam időeredményének összessége határozta meg a végső sorrendet. Az időeredmények másodpercben értendők. A futamok legjobb időeredményei vastagbetűvel olvashatóak.
| Helyezés | Csapat                                                   | 1.            | 2.    | Össz.         |
| -------- | -------------------------------------------------------- | ------------- | ----- | ------------- |
| Arany    | NDK (GDR)-1 · Klaus-Michael Bonsack · Thomas Köhler      | 47,88         | 47,97 | 1:35,85       |
| Ezüst    | Ausztria (AUT)-1 · Manfred Schmid · Ewald Walch          | 48,16         | 48,18 | 1:36,34       |
| Bronz    | NSZK (FRG)-1 · Wolfgang Winkler · Fritz Nachmann         | 48,58         | 48,71 | 1:37,29       |
| 4.       | NSZK (FRG)-2 · Hans Plenk · Bernhard Aschauer            | 48,70         | 48,91 | 1:37,61       |
| 5.       | NDK (GDR)-2 · Horst Hörnlein · Reinhard Bredow           | 48,80         | 49,01 | 1:37,81       |
| 6.       | Lengyelország (POL)-1 · Zbigniew Gawior · Ryszard Gawior | 49,01         | 48,84 | 1:37,85       |
| 7.       | Ausztria (AUT)-2 · Josef Feistmantl · Wilhelm Bichl      | 48,81         | 49,30 | 1:38,11       |
| 8.       | Olaszország (ITA)-1 · Giovanni Graber · Enrico Graber    | 49,01         | 49,14 | 1:38,15       |
| 9.       | Lengyelország (POL)-2 · Lucjan Kudzia · Stanisław Paczka | 49,09         | 49,08 | 1:38,17       |
| 10.      | Olaszország (ITA)-2 · Ernesto Mair · Sigisfredo Mair     | 49,10         | 49,57 | 1:38,67       |
| 11.      | Franciaország (FRA) · Georges Tresallet · Ion Pervilhac  | 49,97         | 49,29 | 1:39,26       |
| 12.      | Csehszlovákia (TCH)-1 · Horst Urban · Roland Urban       | 50,46         | 50,02 | 1:40,48       |
| 13.      | Svédország (SWE) · Ivar Bjare · Jan Nilsson              | 51,04         | 50,52 | 1:41,56       |
| 14.      | Csehszlovákia (TCH)-2 · Jan Hamřík · František Halíř     | 51,85         | 50,85 | 1:42,10       |
| –        | Egyesült Államok (USA) · Mike Hessel · Jim Moriarty      | nem ért célba | –     | nem ért célba |